# اچ‌ام‌ای‌اس آرارات (کی۳۴)
اچ‌ام‌ای‌اس آرارات (کی۳۴) (به انگلیسی: HMAS Ararat (K34)) یک کشتی بود که طول آن ۱۸۶ فوت (۵۷ متر) بود. این کشتی در سال ۱۹۴۳ ساخته شد.